# Роже Ілеґемс
Роже Ілеґемс (13 грудня 1962) — бельгійський велогонщик.
Олімпійський чемпіон 1984 року в гонці за очками.